# خانق تلقائي

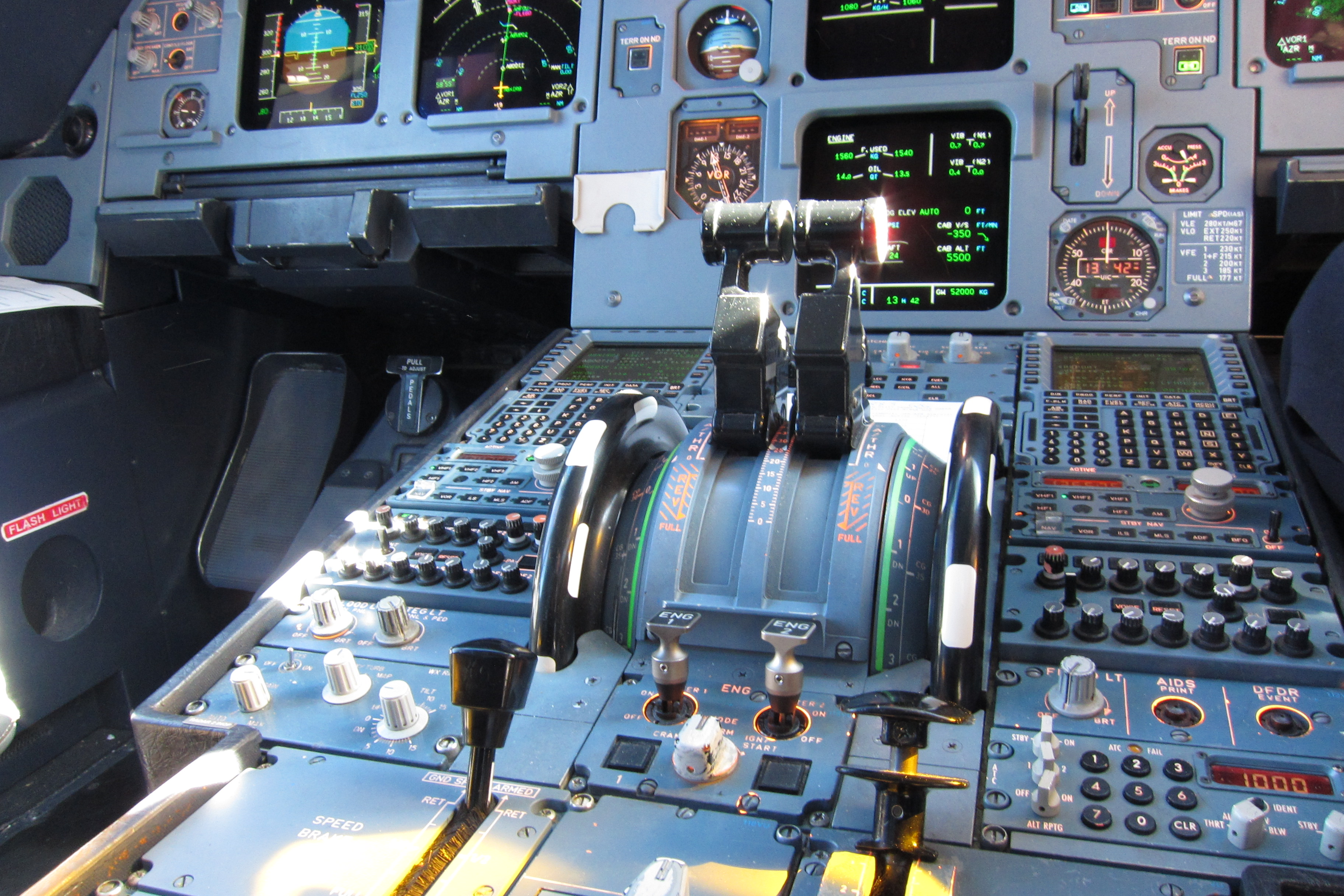
تم ضبط أذرع الدفع لطائرة إيرباص إيه 320 على وضع الدفع التلقائي أثناء مرحلة العبور

الخانق التلقائي أو الخانق الأوتوماتيكي (autothrottle) والمعروف أيضًا باسم الدافع التلقائي (autothrust)، أو اختصاراً (A/T)، هو نظام يسمح للطيار بالتحكم في إعداد الطاقة لمحركات الطائرة من خلال تحديد خاصية التحليق المرغوبة، بدلاً من التحكم يدويًا في تدفق الوقود. يمكن أن يقلل الخانق التلقائي بشكل كبير من عبء عمل الطيارين ويساعد في الحفاظ على الوقود وإطالة عمر المحرك من خلال قياس الكمية الدقيقة للوقود المطلوب لتحقيق هدف محدد محدد لسرعة الهواء، أو الطاقة المخصصة لمراحل مختلفة من الرحلة. يمكن أن يعمل الأوتوثروتل (A/T) وأنظمة مدير الطيران التلقائي (AFDS) معًا للوفاء بخطة التحليق بأكملها.

## أوضاع العمل
هناك نوعان من المعلمات التي يمكن لـ «أوتوثروتل» الحفاظ عليها أو محاولة تحقيقها: السرعة والدفع.
في وضع السرعة، يتم وضع الخانق للوصول إلى السرعة المستهدفة المحددة. يتحكم هذا الوضع في سرعة الطائرة ضمن هوامش تشغيل آمنة. على سبيل المثال، إذا اختار الطيار سرعة مستهدفة أبطأ من سرعة المماطلة، أو سرعة أسرع من السرعة القصوى، فسيحافظ نظام التدوير الآلي على سرعة أقرب إلى السرعة المستهدفة التي تقع في نطاق السرعات الآمنة.
في وضع الدفع (thrust mode)، يتم الحفاظ على المحرك عند إعداد طاقة ثابتة وفقًا لمراحل الرحلة المختلفة. على سبيل المثال، أثناء الإقلاع، يحافظ «أوتوثروتل» على قوة إقلاع ثابتة حتى يتم الانتهاء من وضع الإقلاع. أثناء التسلق، يحافظ «أوتوثروتل» على قوة تسلق ثابتة؛ وفي النزول، يقلل الإعداد إلى وضع الخمول، وهكذا. عندما يعمل «أوتوثروتل» في وضع الدفع، يتم التحكم في السرعة عن طريق المَيَلان (أو عمود التحكم)، وليس عن طريق «أوتوثروتل». يقوم مقياس الارتفاع الراداري بتغذية البيانات إلى «أوتوثروتل» في الغالب في هذا الوضع. (في طائرات بوينغ، تقوم بتغذية البيانات إلى أوتوثروتير في كل مرة. انظر أدناه.)

## استعمال
على متن الطائرات من طراز بوينغ، يمكن استخدام «أوتوثروتل» في جميع مراحل الرحلة من الإقلاع، والتسلق، والعبور، والنزول، والاقتراب، وصولاً إلى الهبوط أو الالتفاف، باستثناء الأعطال. لا تعتبر تدريج الطائرة جزءًا من الرحلة، ولا يعمل «أوتوثروتل» اثناء تدريج الطائرة (تاكسي). في معظم الحالات، يكون اختيار وضع «أوتوثروتل» تلقائيًا دون الحاجة إلى أي اختيار يدوي ما لم يقطعه الطيارون.
وفقًا لإجراءات الطيران التي تنشرها شركة بوينغ، يتم تشغيل (A/T) قبل إجراء الإقلاع ويتم فصله تلقائيًا بعد ثانيتين من الهبوط. أثناء الرحلة، يتوفر التجاوز اليدوي لنظام (A/T) دائمًا. يسمح إصدار التجاوز اليدوي لـ «أوتوثروتل» باستعادة السيطرة، وسيعود الخانق إلى وضع القيادة (A/T) باستثناء وضعين (طائرات من نوع بوينغ): (IDLE) و (THR HLD). في هذين الوضعين، سيبقى الخانق في موضع القيادة اليدوي.

## تاريخ
تم تركيب «أوتوثروتل» بدائي لأول مرة في الإصدارات اللاحقة من المقاتلة النفاثة مسرشميت مي 262 في أواخر الحرب العالمية الثانية. ومع ذلك، فإن أول طائرة تجارية مع هذا النظام، والتي سميت «طاقة تلقائية» (AutoPower)، كانت دي سي-3 (منذ عام 1956). كان الإصدار الأول قادرًا على الحفاظ على زاوية هجوم ثابتة ولكن السرعة فقط أثناء الاقتراب. عندما تم تقديم إمكانية الحفاظ على السرعة أثناء الرحلة بأكملها، كان بمثابة ولادة الأوتوثروتريل الحديث.
بعد فترة وجيزة من نجاح الأوتوثروتل، بدأت شركتا «سبيري» (Sperry) (الآن جزء من هانيويل) وكولينز في التنافس في تطوير «أوتوثروتل»، حيث زودت به المزيد من طائرات الركاب وطائرات رجال الأعمال.
اليوم غالبًا ما يرتبط بنظام إدارة الطيران، ويعتبر المحرك الرقمي كامل السلطة (FADEC) امتدادًا لمفهوم التحكم في العديد من المعلمات الأخرى إلى جانب تدفق الوقود.